# 柴納 (印第安納州)
柴納（英語：China）是位於美國印第安納州傑佛遜縣的一個非建制地區。該地的面積和人口皆未知。